# Beauveria amorpha
Beauveria amorpha är en svampart som först beskrevs av Franz Xaver von Höhnel, och fick sitt nu gällande namn av Samson & H.C. Evans 1982. Beauveria amorpha ingår i släktet Beauveria och familjen Cordycipitaceae.   Inga underarter finns listade i Catalogue of Life.